# Brent Spiner
Brent Spiner est un acteur et scénariste américain né le 2 février 1949 à Houston, au Texas.
Il est connu pour son interprétation de l'androïde Data dans la série télévisée Star Trek : La Nouvelle Génération et les quatre films dérivés (Star Trek : Générations, Star Trek : Premier Contact, Star Trek : Insurrection et Star Trek : Nemesis), ainsi que pour son rôle du Dr. Brackish Okun dans le film Independence Day et dans sa suite Independence Day: Resurgence.
Il joue aussi dans les films : Corrina, Corrina, Phénomène, La Croisière aventureuse, Eh mec ! Elle est où ma caisse ?, Sam, je suis Sam et Aviator.
Il fait des apparitions dans les séries : Friends, Joey, The Big Bang Theory et Warehouse 13.

## Filmographie

### Cinéma
- 1980 : Au mi-temps de l’âge (Stardust Memories) : Fan dans le Lobby
- 1981 : Ladies and Gentlemen, The Fabulous Stains : Le patron de Corinne Burns
- 1984 : Rent Control : Leonard Junger
- 1989 : Miss Firecracker : Prêcheur Mann
- 1989 : Shocker : Un invité du talk-show
- 1994 : Corrina, Corrina : Brent Witherspoon
- 1994 : Star Trek : Générations (Star Trek: Generations) : Lieutenant Commandant Data
- 1996 : Pie in the Sky : Upscale Guy
- 1996 : Independence Day : Dr Brackish Okun
- 1996 : Phénomène (Phenomenon) : Dr Bob Niedorf
- 1996 : Star Trek : Premier Contact (Star Trek: First Contact) : Lieutenant Commandant Data
- 1997 : La Croisière aventureuse (Out to Sea) : Gil Godwyn
- 1998 : Star Trek : Insurrection (Star Trek: Insurrection) : Lieutenant Commandant Data
- 1999 : South Park, le film : Plus long, plus grand et pas coupé (South Park: Bigger Longer & Uncut) : Conan O'Brien (voix)
- 2000 : Eh mec ! Elle est où ma caisse ? (Dude, Where's My Car?) : Pierre
- 2001 : Sam, je suis Sam (I Am Sam) : Le vendeur de chaussure
- 2002 : Le Maître du déguisement (The Master of Disguise) : Devlin Bowman
- 2002 : Star Trek : Nemesis : Lieutenant Commandant Data / B-4
- 2004 : Aviator : Robert Gross
- 2007 : Filles matérialistes (Material Girls) : Tommy
- 2008 : Super Héros Movie : Dr. Strom
- 2016 : Independence Day: Resurgence : Dr. Brackish Okun

### Télévision
- 1970 : My Sweet Charlie
- 1978 : The Dain Curse : Tom Fink
- 1985 : Robert Kennedy & His Times : Allard Lowenstein
- 1985 : Le Crime de la loi (Crime of Innocence) : Hinnerman
- 1986 : Sunday in the Park with George : Franz / Dennis
- 1986 : Sylvan in Paradise : Clinton C. Waddle
- 1986 : À la poursuite de Claude Dallas (Manhunt for Claude Dallas) : Jim Stevens
- 1987-1994 : Star Trek : La Nouvelle Génération (Star Trek: The Next Generation) : Lieutenant Commandant Data /  Lore / Dr. Noonien Soong
- 1987 : Family Sins : Ken McMahon
- 1989 : What's Alan Watching? : Brentwood Carter
- 1991 : Tremblement de cœur (Crazy from the Heart)
- 1994 : Gargoyles, les anges de la nuit : Puck (voix)
- 1995 : Kingfish: La vie de Huey P. Long (en) (Kingfish: A Story of Huey P. Long)
- 1995 : Deadly Games : Danny Schlecht / The Practical Joker
- 1996 : Au-delà du réel : L'aventure continue  (The Outer Limits) : Professeur Trent Davis
- 1999 : Dorothy Dandridge  (Introducing Dorothy Dandridge) : Earl Mills
- 2000 : Geppetto (en) : Stromboli
- 2001 : Affaires de femmes (A Girl Thing) : Bob
- 2001 : Ask Me No Questions
- 2001 : The Ponder Heart : Dorris Grabney
- 2003 : Un amour inattendu (An Unexpected Love) : Brad
- 2004 : Friends : James Campbell
- 2004 : Star Trek: Enterprise : Dr. Arik Soong
- 2004 : Jack : Vernon
- 2005 : Threshold : Premier Contact (Threshold) : Dr Nigel Fenway
- 2005 : Joey : Lui-même
- 2011 : The Big Bang Theory (saison 5, épisode 5) : Lui-même
- 2011 : La Ligue des justiciers : Nouvelle Génération (Young Justice) :  le Joker (voix originale - saison 1, épisode 14 et saison 4, épisode 7)
- 2012 : Warehouse 13 : Frère Adrian
- 2016 : Outcast : Sidney
- 2016 : Blacklist : L'architecte (saison 4, épisode 14)
- 2016-2018 : Justice League Action : l’Homme Mystère (voix originale - épisode 40)
- 2019 : Star Trek: Picard : Data ; Altan Inigo Soong, fils du Dr Noonien Soong /  Dr Adam Soong (saison 2) / Lore (saison 3)
- 2020 : Penny Dreadful - City of angels